# Amadurecimento de Ostwald

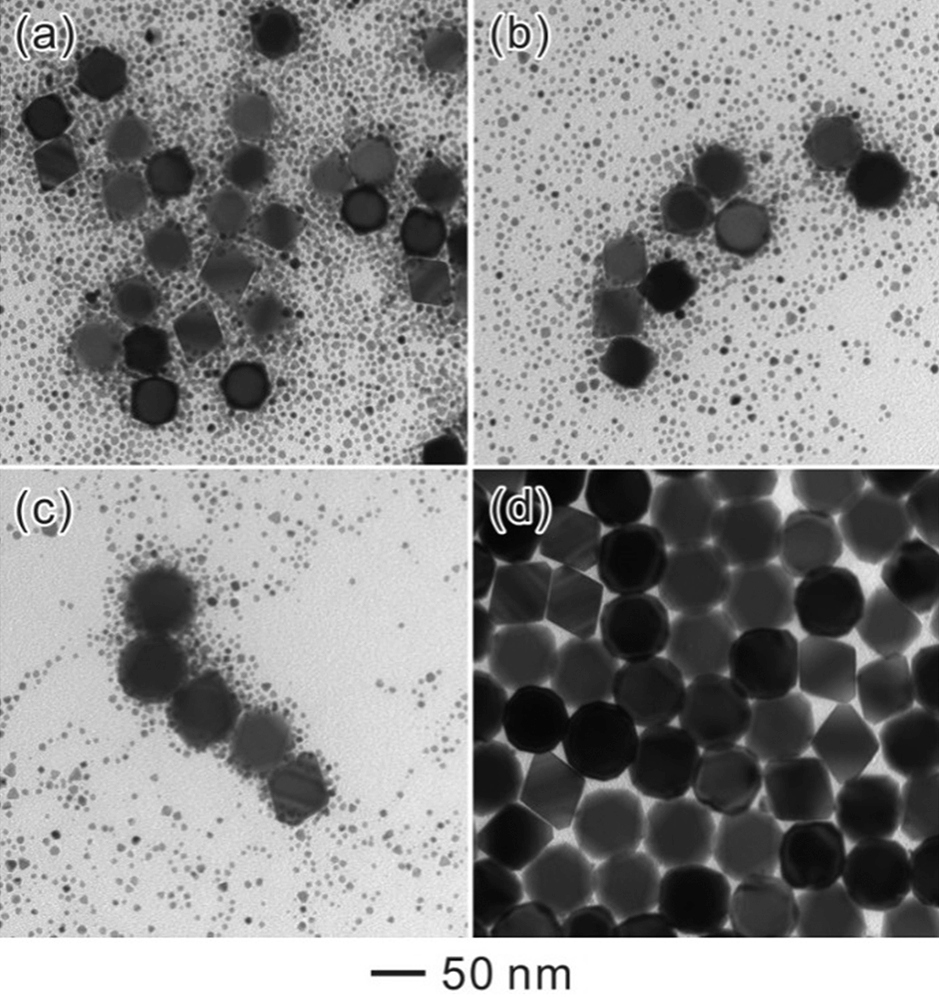
Amadurecimento de Ostwald em nanopartículas de paládio dissolvidas em formaldeído em 6 (a), 24 (b), 48 (c) e 72 horas (d). As pequenas partículas de paládio estão sendo consumidas à medida que as maiores crescem.

O amadurecimento de Ostwald é um fenômeno observado em soluções sólidas e sóis líquidos que envolve a mudança de uma estrutura não homogênea ao longo do tempo, em que pequenos cristais ou partículas de sol primeiro se dissolvem e então se redepositam em cristais maiores ou partículas de sol.
A dissolução de pequenos cristais ou partículas de sol e a redeposição das espécies dissolvidas nas superfícies de cristais maiores ou partículas de sol foi descrita pela primeira vez por Wilhelm Ostwald em 1896. Para sistemas coloidais, o amadurecimento de Ostwald também é encontrado em emulsões de água em óleo, enquanto a floculação é encontrada em emulsões de óleo em água.

## Mecanismo
Este processo espontâneo acionado termodinamicamente ocorre porque partículas maiores são mais favorecidas energeticamente do que partículas menores. Isso decorre do fato de que moléculas na superfície de uma partícula são energeticamente menos estáveis do que aquelas no interior.
Considere um cristal cúbico de átomos: todos os átomos dentro estão ligados a 6 vizinhos e são bastante estáveis, mas átomos na superfície estão ligados a apenas 5 vizinhos ou menos, o que torna esses átomos de superfície menos estáveis. Partículas grandes são mais favoráveis energeticamente, pois, continuando com este exemplo, mais átomos estão ligados a 6 vizinhos e menos átomos estão na superfície desfavorável. À medida que o sistema tenta diminuir sua energia geral, moléculas na superfície de uma partícula pequena (energeticamente desfavorável, com apenas 3 ou 4 ou 5 vizinhos ligados) tenderão a se separar da partícula e se difundir na solução.
A equação de Kelvin descreve a relação entre o raio de curvatura e o potencial químico entre a superfície e o volume interno:
{\displaystyle \Delta \mu ={\frac {2\sigma \nu _{\mathrm {at} }}{r}}}
onde {\displaystyle \mu } corresponde ao potencial químico, {\displaystyle \sigma } à tensão superficial, {\displaystyle \nu _{\mathrm {at} }} ao volume atômico e {\displaystyle r} ao raio da partícula. O potencial químico de uma solução ideal também pode ser expresso como uma função da concentração do soluto se as fases líquida e sólida estiverem em equilíbrio.
{\displaystyle \mu =k_{\mathrm {B} }T\log(C_{\mathrm {eq} })}
onde {\displaystyle k_{\mathrm {B} }} corresponde à constante de Boltzmann, {\displaystyle T} à temperatura e {\displaystyle C_{\mathrm {eq} }} à concentração de soluto em uma solução na qual a fase sólida e a fase líquida estão em equilíbrio.

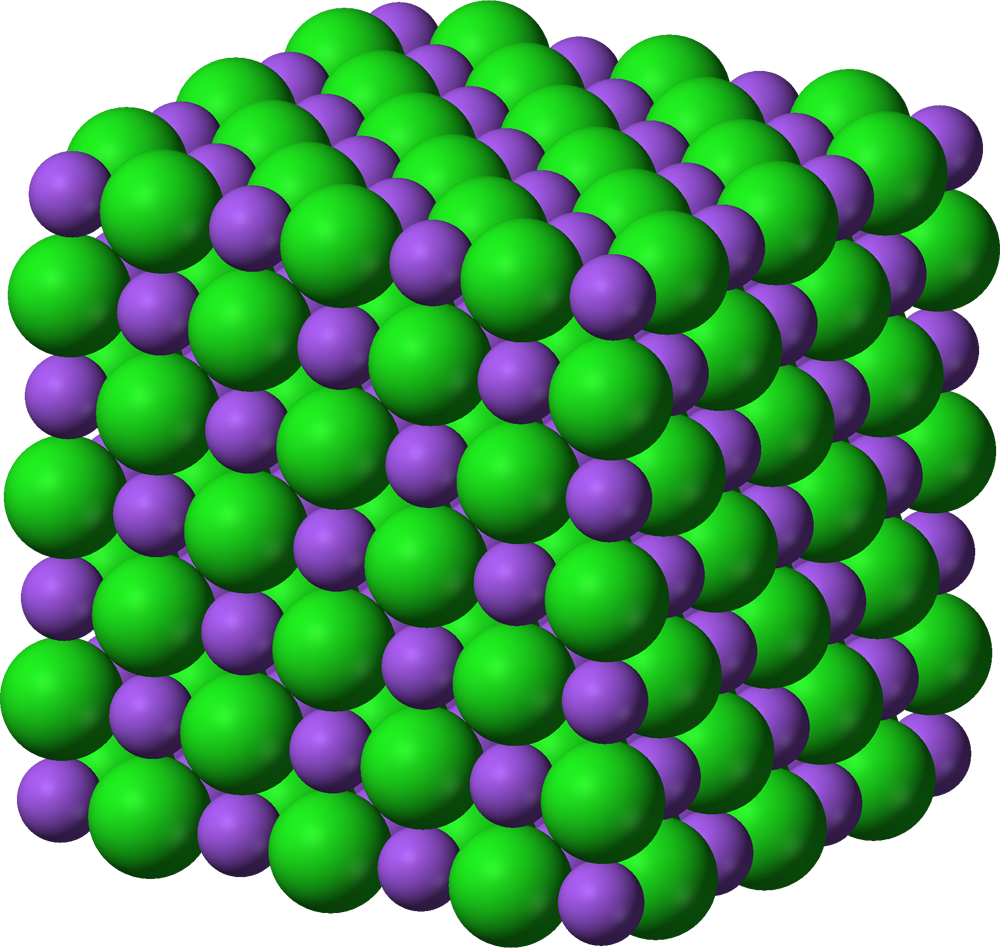
Estrutura cristalina cúbica (cloreto de sódio)

Combinando ambas as expressões obtém-se a seguinte equação: 
{\displaystyle k_{\mathrm {B} }T\log \left({\frac {C_{\mathrm {eq} }}{C_{\infty }}}\right)={\frac {2\sigma \nu _{\mathrm {at} }}{r}}\rightarrow C_{\mathrm {eq} }(r)=C_{\mathrm {eq} }(\infty )\mathrm {e} ^{\frac {2\sigma \nu _{\mathrm {at} }}{rk_{\mathrm {B} }T}}}
Assim, a concentração de equilíbrio, {\displaystyle C_{eq}}, é menor em torno de partículas maiores do que em torno de partículas menores.
{\displaystyle C_{\mathrm {eq} }(r)>C_{\mathrm {eq} }(R)}
onde {\displaystyle r} e {\displaystyle R} são o raio das partículas, e {\displaystyle r<R}.
Inferindo da primeira lei de difusão de Fick, as partículas se moverão de grandes concentrações, correspondendo a áreas ao redor de pequenas partículas, para pequenas concentrações, correspondendo a áreas ao redor de grandes nanopartículas. Assim, as pequenas partículas tenderão a encolher enquanto as grandes partículas crescerão. Como resultado, o tamanho médio das nanopartículas na solução aumentará, e a dispersão de tamanhos diminuirá. Portanto, se uma solução for deixada por um longo tempo, no caso extremo de {\displaystyle t\rightarrow \infty }, suas partículas evoluiriam até finalmente formarem uma única partícula esférica enorme para minimizar a área total da superfície.
A história do progresso da pesquisa na modelagem quantitativa do amadurecimento de Ostwald é longa, com muitas derivações. Em 1958, Lifshitz e Slyozov realizaram uma investigação matemática do amadurecimento de Ostwald no caso em que a difusão do material é o processo mais lento. Eles começaram afirmando como uma única partícula cresce em uma solução. Esta equação descreve onde está o limite entre partículas pequenas e encolhidas e partículas grandes e crescentes. Eles finalmente concluem que o raio médio das partículas ⟨R⟩, cresce da seguinte forma:
{\displaystyle \langle R\rangle ^{3}-\langle R\rangle _{0}^{3}={\frac {8\gamma c_{\infty }v^{2}D}{9R_{g}T}}t}
onde:
| {\displaystyle \langle R\rangle } | raio médio de todas as partículas                   |
| {\displaystyle \gamma }           | partícula tensão superficial ou energia superficial |
| {\displaystyle c_{\infty }}       | solubilidade do material particulado                |
| {\displaystyle v}                 | volume molar do material particulado                |
| {\displaystyle D}                 | coeficiente de difusão do material particulado      |
| {\displaystyle R_{g}}             | constante do gás ideal                              |
| {\displaystyle T}                 | temperatura absoluta e                              |
| {\displaystyle t}                 | tempo.                                              |

Note que a quantidade ⟨R⟩3 é diferente de ⟨R3⟩, e que a afirmação de que ⟨R⟩ é t1/3 depende de ⟨R⟩0 ser zero; mas como a nucleação é um processo separado do crescimento, isso coloca ⟨R⟩0 fora dos limites de validade da equação. Em contextos onde o valor real de ⟨R⟩0 é irrelevante, uma abordagem que respeita os significados de todos os termos é tomar a derivada temporal da equação para eliminar ⟨R⟩0 e t. Outra abordagem é mudar o ⟨R⟩0 para ⟨R⟩i com o tempo inicial i tendo um valor positivo.
Também contido na derivação de Lifshitz e Slyozov está uma equação para a função distribuição de tamanho f(R, t) de partículas. Por conveniência, o raio das partículas é dividido pelo raio médio para formar uma nova variável ρ = R(⟨R⟩)−1.
{\displaystyle f(R,t)={\frac {4}{9}}\rho ^{2}\left({\frac {3}{3+\rho }}\right)^{\frac {7}{3}}\left({\frac {1.5}{1.5-\rho }}\right)^{\frac {11}{3}}\exp \left(-{\frac {1.5}{1.5-\rho }}\right),\rho <1.5}
Três anos depois que Lifshitz e Slyozov publicaram suas descobertas (em russo, 1958), Carl Wagner realizou sua própria investigação matemática do amadurecimento de Ostwald, examinando ambos os sistemas onde a difusão era lenta e também onde a fixação e o desprendimento na superfície da partícula eram lentos. Embora seus cálculos e abordagem fossem diferentes, Wagner chegou às mesmas conclusões que Lifshitz e Slyozov para sistemas de difusão lenta. Essa derivação duplicada passou despercebida por anos porque os dois artigos científicos foram publicados em lados opostos da Cortina de Ferro em 1961. Foi somente em 1975 que Kahlweit abordou o fato de que as teorias eram idênticas e as combinou na teoria de Lifshitz-Slyozov-Wagner ou LSW do amadurecimento de Ostwald. Muitos experimentos e simulações mostraram que a teoria LSW é robusta e precisa. Mesmo alguns sistemas que passam por decomposição espinodal demonstraram obedecer quantitativamente à teoria LSW após os estágios iniciais de crescimento.
Wagner deduziu que quando a ligação e o desprendimento das moléculas são mais lentos do que a difusão, então a taxa de crescimento torna-se
{\displaystyle \langle R\rangle ^{2}={\frac {64\gamma c_{\infty }v^{2}k_{s}}{81R_{g}T}}t}
onde ks é a constante da taxa de reação de ligação com unidades de comprimento por tempo. Como o raio médio é geralmente algo que pode ser medido em experimentos, é bastante fácil dizer se um sistema está obedecendo à equação de difusão lenta ou à equação de ligação lenta. Se os dados experimentais não obedecerem a nenhuma das equações, então é provável que outro mecanismo esteja ocorrendo e o amadurecimento de Ostwald não esteja ocorrendo.
Embora a teoria LSW e o amadurecimento de Ostwald tenham sido planejados para o amadurecimento de sólidos em um fluido, o amadurecimento de Ostwald também é observado em sistemas líquido-líquido, por exemplo, em uma polimerização de emulsão óleo-em-água. Neste caso, o amadurecimento de Ostwald causa a difusão de monômeros (ou seja, moléculas ou átomos individuais) de gotículas menores para gotículas maiores devido à maior solubilidade das moléculas de monômero único nas gotículas maiores de monômero. A taxa desse processo de difusão está ligada à solubilidade do monômero na fase contínua (água) da emulsão. Isso pode levar à desestabilização de emulsões (por exemplo, por formação de creme e sedimentação).

## Amadurecimento de Ostwald controlado
Inibição do crescimento de cristais de sulfatiazol por polivinilpirrolidona. O polímero forma uma película não condensada em forma de rede sobre o cristal de sulfatiazol, permitindo que o cristal cresça somente através das aberturas da rede. O crescimento é, portanto, controlado pelo tamanho dos poros da rede de polímeros na superfície do cristal. Quanto menor o tamanho dos poros, maior é a supersaturação da solução necessária para o crescimento dos cristais.

## Exemplos específicos

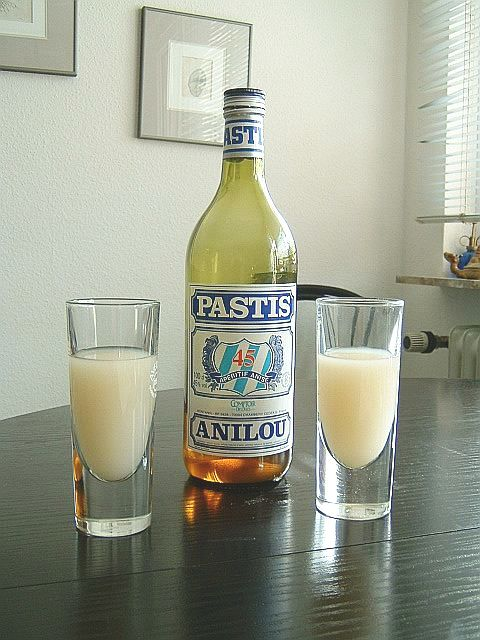
Gotículas de óleo no pastis misturado com água crescem pelo amadurecimento de Ostwald.

Um exemplo de amadurecimento de Ostwald é a recristalização de água dentro do sorvete, o que dá ao sorvete velho uma textura arenosa e crocante. Cristais de gelo maiores crescem às custas dos menores dentro do sorvete, criando uma textura mais grossa.
Outro exemplo gastronômico é o efeito ouzo, onde as gotículas na microemulsão turva crescem pelo amadurecimento de Ostwald.
Em geologia, é o engrossamento textural, envelhecimento ou crescimento de fenocristais e cristais em rocha sólida que está abaixo da temperatura solidus. É frequentemente atribuído como um processo na formação de megacristais de ortoclase, como uma alternativa aos processos físicos que governam o crescimento de cristais a partir de limitações termoquímicas de nucleação e taxa de crescimento.
Em química de solução aquosa e envelhecimento de precipitados, o termo se refere ao crescimento de cristais maiores a partir daqueles de tamanho menor que têm uma solubilidade maior do que os maiores. No processo, muitos cristais pequenos formados inicialmente (núcleos) desaparecem lentamente, exceto alguns que crescem, às custas dos cristais pequenos (crescimento de cristal). Os cristais menores atuam como combustível para o crescimento de cristais maiores. Limitar o amadurecimento de Ostwald é fundamental na tecnologia moderna para a síntese de solução de pontos quânticos. O amadurecimento de Ostwald também é o processo-chave na digestão e envelhecimento de precipitados, uma etapa importante na análise gravimétrica. O precipitado digerido é geralmente mais puro e mais fácil de lavar e filtrar.
O amadurecimento de Ostwald também pode ocorrer em sistemas de emulsão, com moléculas se difundindo de pequenas gotículas para grandes através da fase contínua. Quando uma miniemulsão é desejada, um composto extremamente hidrofóbico é adicionado para impedir que esse processo ocorra.
O crescimento difusional de gotas maiores em nuvens de água líquida na atmosfera às custas de gotas menores também é caracterizado como amadurecimento de Ostwald.